# Усадьба Богстад
Усадьба Богстад (норв. Bogstad gård) — историческая усадьба и бывшее поместье, расположенное в районе Вестре Акер в Осло, Норвегия.

## История
Богстад берет своё начало на ферме, которая располагалась недалеко от озера Богстад в долине Серкедален. Ферма принадлежала нескольким знатным людям. Она перешла от купца и члена совета Педера Нильсена Лейха и его семьи к премьер-министру Норвегии Педеру Анкеру, а затем к его зятю, губернатору Норвегии Герману Веделю-Ярлсбергу, через его брак с Карен Анкер — единственным ребёнком Педера Анкера. Собственность включала в себя лесные угодья, которые служили основой для лесопилок и торговли древесиной. Лесоторговец и землевладелец Мортен Лейх был владельцем поместья Богстад с 1756 года. Бернт Анкер позже приобрёл поместье через брак с вдовой Лейха, Матией Коллетт.
Педер Анкер использовал склон от главного дома до озера Богстад для застройки изогнутыми дорожками и искусственными ручьями. Ландшафт получил дальнейшее развитие с 1780 года. Поместье было застроено большим усадебным домом в 1785 году. Последними частными владельцами были Нини Ведель-Ярлсберг и Уэстье Пар Эдеберг.

## Усадьба Богстад сегодня
Имущество находится в собственности муниципалитета Осло с 1954 года. Усадьба принадлежит Фонду Богстада и функционирует как музей в сотрудничестве с Норвежским музеем истории культуры. Усадебный дом, построенный между 1760 и 1780 годами, был построен в стиле классицизма и является типичным примером строительных стилей того периода. Поместье Богстад было полностью обставлено картинами, люстрами, мебелью и другими предметами обстановки периода 1750—1850 годов. В летние месяцы организуются экскурсии по музею с гидом.
Богстад стал названием района на северо-западе Осло, который включает в себя территорию поместья Богстад и поле для гольфа Богстад, управляемое гольф-клубом Осло.

## Памятник культуры
Усадьба Богстад внесена в список памятников культуры и имеет номер 86176 в Национальной базе данных о культурном наследии антикваров.

## В культуре

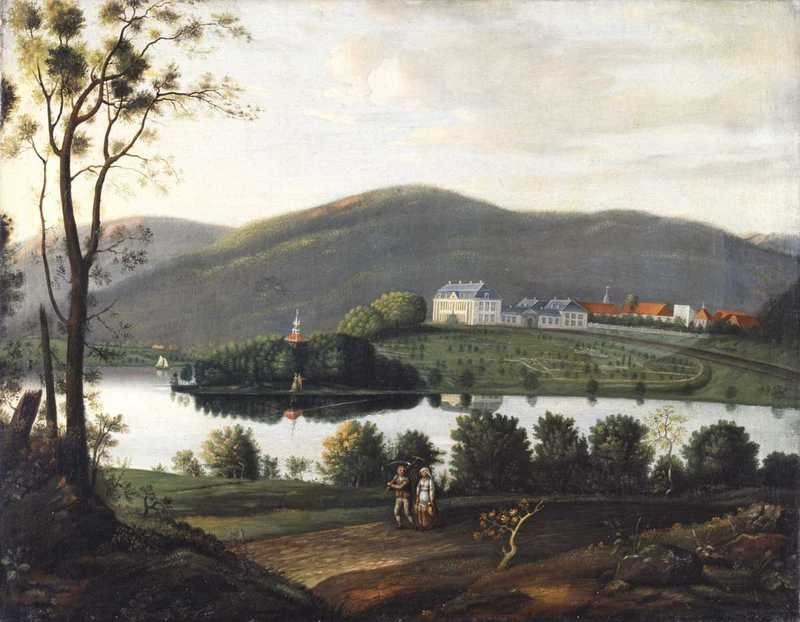
«Усадьба Богстад» (ок. 1800). Художник — Фредерик Петерсен.

Художник Фредерик Петерсен нарисовал картину с изображением Усадьбы около 1800 года.